# José Ramos Delgado
José Manuel Ramos Delgado (Quilmes, 1935. augusztus 25. – Villa Elisa, 2010. december 3.) argentin labdarúgóhátvéd, edző.
Az argentin válogatott tagjaként részt vett az 1958-as és az 1966-os labdarúgó-világbajnokságon.